# Маркесадо
Маркесадо (ісп. Minas del Marquesado) — найбільше в Іспанії родовище залізних руд. Розташоване в муніципалітеті Херес-дель-Маркесадо в провінції Гранада.

## Характеристика
Запаси 130 млн т. Вміст заліза 55 %. Річний видобуток 2…3 млн т.

## Технологія розробки
Кар’єр глибиною 210 м.